# Suleyman Shah
Suleyman Shah (turco moderno: Süleyman Şah) (?, 1167-cerca de Qal'at Ja'bar, Siria, 1227). Bey de la tribu Kayı (tribu perteneciente a la confederación tribal turca Oğuz), fue, según la tradición otomana, hijo del Kaya Alp y padre del bey Ertuğrul, que era a su vez el padre del bey Osmán I, fundador del Imperio Otomano. Sin embargo, las primeras genealogías otomanas no estaban de acuerdo en este linaje, algunos fallando por completo en mencionar a Suleyman Shah como uno de los antepasados de Osman. La conexión entre Osman I y Suleyman Shah puede entonces haber sido inventada en una fecha posterior. Su otro hijo fue Saru Yatı, padre de Bay Hodja. Se dice que Suleyman Shah se ahogó en el río Éufrates en Siria. Una tumba otomana en o cerca de Qal'at Ja'bar ha sido históricamente asociada con Suleyman Shah.

## Familia
Casado con Hayme Hatun, de origen turcomano, tuvo cuatro hijos conocidos:
- Gündoğdu Bey (? - ?)
- Ertuğrul Bey Han Gazi, Emir de Söğüt (1198 - 1281)
- Sungurtekin Bey (? - ?)
- Dündar Bey (1210 - 1298), asesinado por su sobrino Osman I